# نفتالین-۱٬۸-دیل ۱٬۳٬۲٬۴-دی‌تیودی‌فوسفتان ۲٬۴-دی‌سولفید
نفتالین-۱،۸-دیل ۱،۳،۲،۴-دی‌تیودی فوسفتان ۲،۴-دی‌سولفید (به انگلیسی: Naphthalen-1,8-diyl 1,3,2,4-dithiadiphosphetane 2,4-disulfide) با فرمول شیمیایی C۱۰H۶P۲S۴ یک ترکیب شیمیایی با شناسه پاب‌کم ۱۱۲۴۳۹۹۶ است. که جرم مولی آن ۳۱۶٫۳۶ g/mol می‌باشد. 